# Сава Вуковић (трговац)
Сава Вуковић (Мостар, 1737 — Нови Сад, 1810) био је српски трговац, добротвор и оснивач Српске православне велике гимназије у Новом Саду.

## Биографија

### Порекло
Одрастао је у Мостару, где је почео да се бави трговином. Потом на наговор старијег брата, успешног трговца у Сарајеву, прелази у Ријеку. Када је дошао у Нови Сад већ је био имућан човек. Трговао је воском, дуваном, медом и храном.

### Бракови и породица
Сава Вуковић се три пута женио, а само са првом супругом је имао децу. Прво се оженио Софијом Јовановић, унуком српског патријарха Арсенија IV Јовановића Шакабенте. Била је то најмлађа кћерка проте Шакабенте из Ирига. У браку су имали четворо деце - два сина и две кћерке (Максима, Вуколаја, Катарину и Марту). Када му је 1800. умрла супруга, убрзо се оженио другом, Маријом Петровић која је поживела само до 1802. године. Трећа супруга, Нештинка Ана Николић, са којом се венчао 1803. године, га је надживела и болесног до смрти неговала. Ана от Николић удовица Саве Вуковића "от Берексова", умрла је у Новом Саду и сахрањена при Саборној цркви 2. маја 1844. Умрла је у дубокој старости бавећи се код своје пасторке Марте, удате за сенатора Ефтимија Јовановића у Новом Саду.

### Имање
Велику кућу на спрат подигао је у Хлебарском сокаку (данашњој Милетићевој улици), а на Капетановој ади је купио 60 јутара земље (посед генерала Љубибратића) 1790. године и ту населио 21 породицу које су за њега гајиле дуван. Такође је поседовао и вилу на вашаришту на Темеринском друму.

### Племић
Новосадско грађанство стекао је 1773. Био је члан Спољашњег сената Града. Као угледни трговац поднео је Угарској придворној канцеларији 1791. молбу да му се додели угарско племство, подносећи доказе о српском племству своје породице и препоруку карловачког митрополита. Пошто је платио 1.500 форинти, диплома му је публикована у бачкој жупанијској скупштини 26. септембра 1791. Од 1802., када је званично уведен у посед Берексово у Тамишкој жупанији (који је купио још 1799) потписивао се као племић од Берексова. Учествовао је на Темишварском сабору 1790. 

### Тестамент и оснивање гимназије
Болестан (изможден костобољом) и полуслеп саставио је тестамент 1809. Након дуготрајних консултација са митрополитом Стефаном Стратимировићем и бачким епископом Гедеоном Петровићем објавио је на свој имендан, на Светог Саву, 27. јануара 1810. задужбинско писмо. Суму од 20.000 форинти приложио је у корист оснивања Српске православне гимназије. И други новосадски грађани су, следећи Вуковићев пример, такође дали значајне прилоге, те тако помогли оснивање гимназије.
Сава Вуковић је умро у Новом Саду маја 1810. и сахрањен је у порти Саборне цркве. Лукијан Мушицки (тада протосинђел) му је спевао пригодну "оду", поводом његове смрти.
Улица у Новом Саду носи његово име.
Сава Вуковић је био мецена српских књижевника, који су му посвећивали своја дела.